# Solenopsis soochowensis
Solenopsis soochowensis är en myrart som beskrevs av Wheeler 1921. Solenopsis soochowensis ingår i släktet eldmyror, och familjen myror.

## Underarter
Arten delas in i följande underarter:
- S. s. pieli
- S. s. soochowensis